# 이어빠현
이어빠현(베트남어: Huyện Ia Pa / 縣亞巴)은 베트남 중부 고원 지방 잘라이성의 현이다.

## 행정 구역
이어빠현은 9사를 관할하고 있다.

### 사
- 쯔모사 (Xã Chư Mố, 諸摩社)
- 쯔랑사 (Xã Chư Răng, 諸讓社)
- 이어브로아이사 (Xã Ia Broăi)
- 이어끄담사 (Xã Ia Kdăm)
- 이어므런사 (Xã Ia Mrơn)
- 이어쪽사 (Xã Ia Trok)
- 이어뚤사 (Xã Ia Tul)
- 낌떤사 (Xã Kim Tân, 金新社)
- 뻐또사 (Xã Pờ Tó, 博多社)